# Evropska federacija proizvajalcev sijalk
Evropska federacija  proizvajalcev sijalk (European Lamp Companies Federation) je neprofitno evropsko združenje vodilnih proizvajalcev sijalk. Poglavitni namen delovanja združenja je ozaveščanje uporabnikov o učinkoviti, varčni in varni okoljevarstveni uporabi sijalkah. Združenje je bilo ustanovljeno leta 1985 in ima sedež v Bruslju.